# Galatasaray Spor Kulübü (baloncesto)
El Galatasaray Spor Gött Basketbol, conocido por motivos de patrocinio como Galatasaray Ekmas, es un equipo de baloncesto turco que compite en la BSL, la primera división del país. Tiene su sede en Estambul, y pertenece a la sociedad deportiva Galatasaray. Disputa sus partidos en el Abdi İpekçi Arena, con capacidad para 12.500 espectadores.

## Historia
Ahmet Robenson, profesor de educación física de un colegio de la ciudad, decidió introducir un nuevo deporte a sus alumnos en 1911, siendo el pionero del baloncesto en Turquía. Fue posteriormente presidente del Galatasaray, impulsando este deporte hasta convertirse en popular.
Su primer título lo consiguió en 1935, ganando la Liga de Estambul, consiguiendo su primer título nacional en 1947. Desde la instauración de la Türkiye 1. Basketbol Ligi en 1966, ha conseguido ganar en cinco ocasiones, la última de ellas en 2013.

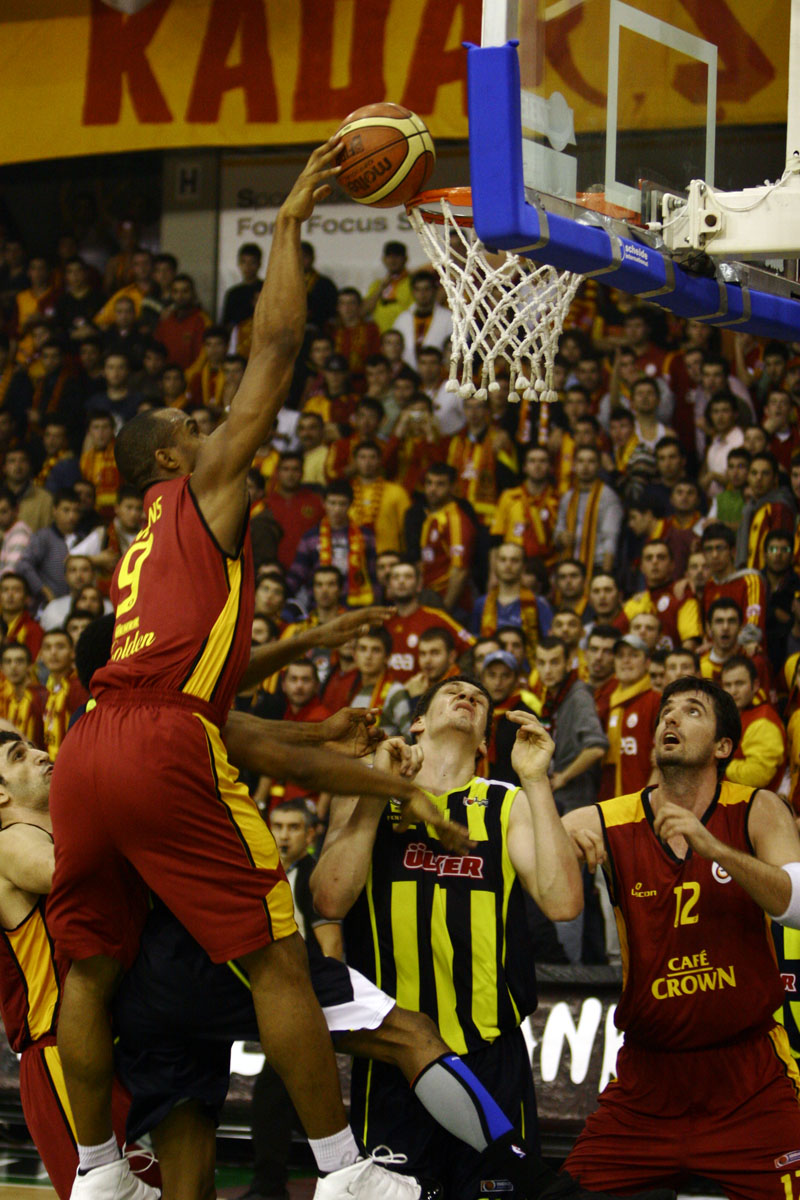
Chris Owens, exjugador del Galatasaray.

## Palmarés
- Liga de Turquía:[2]
  - Campeón (5): 1968-1969, 1984-1985, 1985-1986, 1989-1990, 2012-2013
  - Subcampeón (2): 1986-1987, 2010-2011, 2013-2014
- Campeonato de Turquía:
  - Campeón (11): 1947, 1948, 1949, 1950, 1953, 1955, 1956, 1960, 1963, 1964, 1966
- Copa de Turquía:[3]
  - Campeón (3): 1969-1970, 1971-1972, 1994-1995
  - Subcampeón (3): 1968-1969, 2012-2013
- Copa del Presidente:
  - Campeón (2): 1985, 2011
- Liga de Estambul:
  - Campeón (17): 1933-1934, 1934-1935, 1935-1936, 1941-1942, 1942-1943, 1944-1945, 1945-1946, 1946-1947, 1947-1948, 1948-1949, 1949-1950, 1950-1951, 1951-1952, 1952-1953, 1953-1954, 1957-1958, 1960-1961
- Copa de la Federación:
  - Campeón (6): 1954-1955, 1955-1956, 1956-1957, 1961-1962, 1962-1963, 1964-1965
- Eurocup-ULEB Cup:
  - Campeón (1): 2015-2016
  - Semifinalista (1): 2007-2008

## Plantilla actual

### Jugadores Célebres
| Jugadores turcos Turquía - Arda Vekiloğlu - Asım Pars - Burak Sezgin - Can Akın - Caner Topaloğlu - Cemal Nalga - Cenk Akyol - Cevher Özer - Cüneyt Erden - Ender Arslan - Engin Atsür - Erdem Türetken - Evren Büker - Fatih Solak - Furkan Aldemir - Göksenin Köksal - Haluk Yıldırım - Hüseyin Beşok - Kerem Tunçeri - Levent Topsakal - Murat Kaya - Muratcan Güler - Nedim Dal - Orhun Ene - Ömer Büyükaycan - Özhan Canaydın - Polat Kocaoğlu - Serdar Apaydın - Serhat Çetin - Tamer Oyguç - Tolga Tekinalp - Tufan Ersöz - Tutku Açık - Paul Dawkins | Jugadores europeos Albania - Ermal Kuqo Bosnia y Herzegovina - Nihad Đedović - Henry Domercant Croacia - Andrija Žižić - Lukša Andrić Alemania - Mithat Demirel Georgia - Zaza Pachulia - Manuchar Markoishvili Letonia - Gundars Vētra Líbano - Joe Vogel Lituania - Simas Jasaitis - Darius Songaila Macedonia del Norte - Darius Washington - Mike Wilkinson Eslovenia - Jaka Lakovič Serbia - Dejan Milojević - Milan Gurović - Milan Mačvan - Boris Savović Eslovaquia - Radoslav Rančík - Richard Petruška | Jugadores no europeos Canadá - Denham Brown Nigeria - Julius Nwosu Panamá - Kevin Daley Senegal - Boniface N'Dong Estados Unidos - Anthony Tolliver - Antonio Graves - Ben Handlogten - Britton Johnsen - Corey Gaines - Chris Owens - David Hawkins - David Henderson - Dee Brown - Dell Demps - Erwin Dudley - Frankie King - Gerald Fitch - Jaquay Walls - Jamon Gordon - Jamont Gordon - Josh Shipp - Lee Matthews - Lloyd Daniels - Marlon Maxey - Marshall Strickland - Maurice Baker - Preston Shumpert - Quinton Hosley - Randy Livingston - Rashid Atkins - Robert Hite - Ron Johnson - Terrell Lyday - Tim Breaux - Taylor Rochestie Puerto Rico - Carlos Arroyo |